# 金子常光
金子常光（日语：／ Kaneko Tsunemitsu，？—？）是日本鳥瞰圖繪師，生平不詳，為吉田初三郎之弟子。金子常光活躍於日本大正到昭和戰前時期，繪有《臺灣鳥瞰圖》、《基隆鳥瞰圖》、《高雄州鳥瞰圖》等作品。
在吉田初三郎門下的時候，兩人曾共同完成不少作品。後來金子常光在大正十一年（1922年）與小山吉三（大正名所圖繪社業務員）一起離職，自己成立了「日本名所圖繪社」。此外，據說金子常光曾企圖將吉田初三郎的主要贊助者搶走。另一方面，吉田初三郎著有《大正廣重物語》（1924年），該書除介紹他創立鳥瞰圖獨特繪製手法的過程與目的，也述說了小山吉三與金子常光離開其公司「大正名所圖繪社」的經過。

## 作品

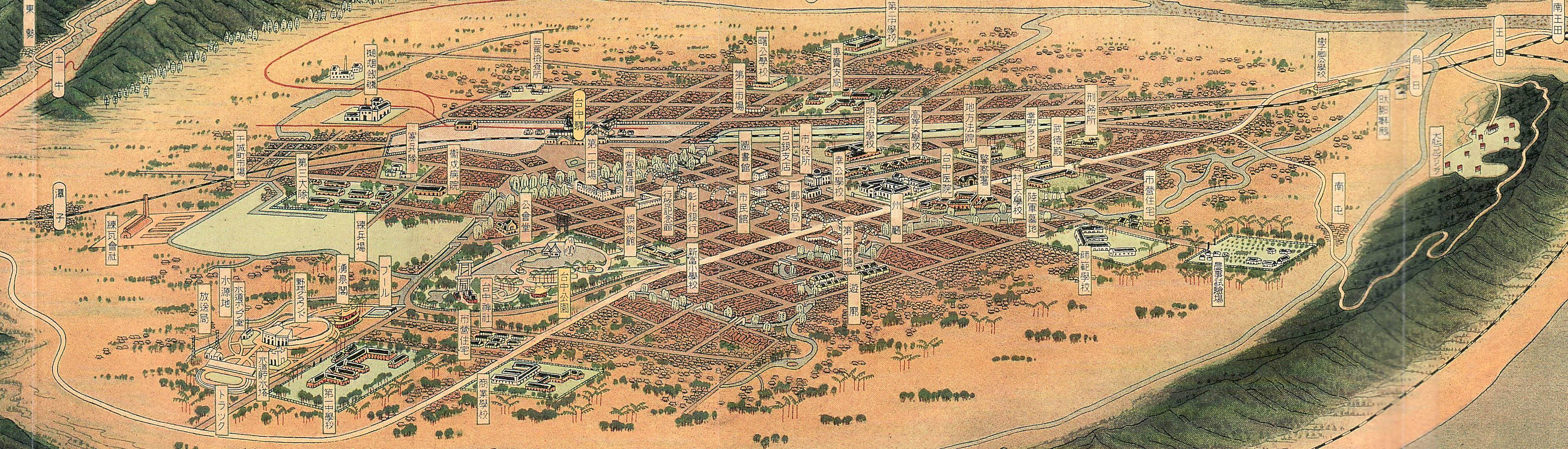
臺中鳥瞰圖 (1935)
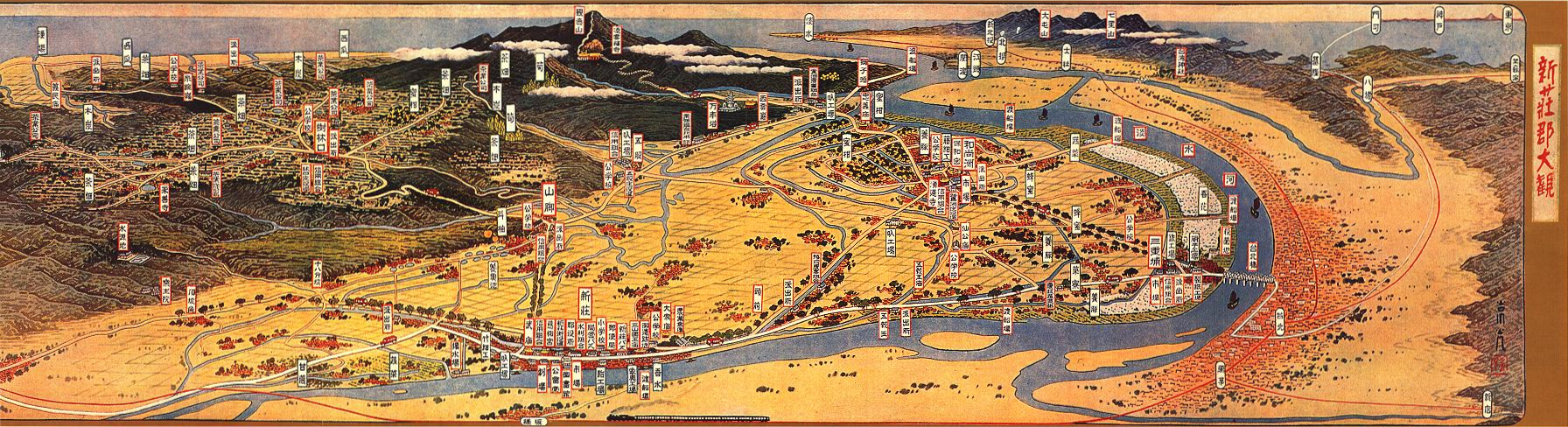
新莊郡大觀